# Кубинско-перуанские отношения
Кубинско-перуанские отношения — двусторонние дипломатические отношения между Кубой и Перу.

## История
В 1959 году отношения между этими странами были испорчены после произошедшей Кубинской революции и приходом к власти на Кубе Фиделя Кастро. В начале 1960-х годов Перу разорвал дипломатические отношения с коммунистической Кубой.
8 июля 1972 года дипломатические отношения между странами были восстановлены, но недоверие и напряжённость сохранились. Во время Холодной войны напряжённость усугублялась союзническими обязательствами Перу перед США, в то время как Куба была традиционным союзником Советского Союза. Дестабилизирующим фактором для двусторонних отношений также являлось то, что Республика Перу обвиняла кубинское правительство в поддержке леворадикальной повстанческой группировки марксистского толка Революционное движение имени Тупака Амару.
В 1977 году военнослужащие-спортсмены вооружённых сил Перу приняли участие в проходившей на Кубе 4-й летней спартакиаде СКДА.
После окончания Холодной войны отношения между странами остались на прежнем уровне взаимного недоверия. В 2004 году Республика Перу поддержала резолюцию ООН о том, что на Кубе ущемляются права человека. Фидель Кастро резко критиковал за этот шаг власти Перу, что вынудило это государство отозвать своего посла с Кубы. В 2010 году страны отложили в сторону свои разногласия во время оказания гуманитарной помощи населению Чили, пострадавшему от разрушительного землетрясения.